# 마우자이 아무 FC
마우자이 아무 FC(페르시아어: موج‌های آمو)는 쿤두즈를 연고로 하는 아프가니스탄의 축구단이다. 현재 아프가니스탄 프리미어리그에 참가하고 있다. 2012년 8월 아프가니스탄 프리미어리그 창설과 함께 설립되었으며 그린 필드라는 캐스팅 쇼를 통해 선수를 선발했다.